# بختيار أحمدوف
بختيار شخابوتدينوفيتش أحمدوف (بالروسية: Бахтияр Шахабутдинович Ахмедов ، القوموقية: Ахмедланы Багьтияр Шагьабутдиннн уланы في أغسطس 1987) هو مصارع روسي من كوميك حاصل على الميدالية الذهبية في الألعاب الأولمبية الصيفية 2008.
تنافس أحمدوف في دورة الألعاب الأولمبية الصيفية لعام 2008 في فئة وزن 120 كجم. في النهائيات خسر أمام الأوزبكي أرتور تايمازوف وحصل على الميدالية الفضية.  ومع ذلك ، تم تجريد تيمزوف لاحقًا من ميداليته بسبب اختبار المنشطات الإيجابي ، وبالتالي حصل أحمدوف على الميدالية الذهبية.